# Koski-Gletscher
Der Koski-Gletscher ist ein 11 Kilometer langer Gletscher in der antarktischen Ross Dependency. Er entwässert die ostzentrale Eiskappe der Dominion Range, fließt nördlich und parallel des Vandament-Gletschers und mündet unmittelbar südöstlich des Browns Butte in den Mill-Gletscher.
Das Advisory Committee on Antarctic Names benannte ihn 1966 nach Raymond J. Koski, Ingenieur des United States Antarctic Research Program zur Errichtung mehrerer von der Amundsen-Scott-Südpolstation ausgehender Verbindungswege zwischen 1962 und 1965.